# Massaga metallica
Massaga metallica là một loài bướm đêm trong họ Noctuidae.